# Denílson Pereira Júnior
Denílson Pereira Júnior (Río de Janeiro, 18 de julio de 1995) es un futbolista brasileño que juega como delantero en el Guarani F. C.

## Trayectoria
Delantero formado en el Fluminense, destacó por haber marcado cuatro goles en otros tantos partidos del campeonato brasileño sub-20.
En 2015, el Granada Club de Fútbol informa de que el jugador llega a la entidad en calidad de cedido por una temporada procedente del Fluminense y militará en las filas que dirige José Miguel Campos.

## Clubes
| Club                             | País                   | Año       |
| -------------------------------- | ---------------------- | --------- |
| Fluminense F. C.                 | Brasil                 | 2013-2015 |
| Granada C. F. "B"                | España                 | 2015-2018 |
| Neftchi Baku PFK (cedido)        | Azerbaiyán             | 2016      |
| Avaí F. C. (cedido)              | Brasil                 | 2017      |
| São Paulo F. C. (cedido)         | Brasil                 | 2017      |
| E. C. Vitória (cedido)           | Brasil                 | 2018      |
| Atlético Mineiro                 | Brasil                 | 2018-2021 |
| Al-Faisaly (cedido)              | Arabia Saudita         | 2019      |
| C. D. Tondela (cedido)           | Portugal               | 2019-2020 |
| F. C. Paços de Ferreira (cedido) | Portugal               | 2020      |
| Al-Dhafra Club (cedido)          | Emiratos Árabes Unidos | 2020-2021 |
| F. C. Paços de Ferreira          | Portugal               | 2021-2022 |
| Hatta Club                       | Emiratos Árabes Unidos | 2022-2023 |
| F. C. Famalicão                  | Portugal               | 2023      |
| Avaí F. C.                       | Brasil                 | 2023      |
| Hanoi F. C.                      | Vietnam                | 2023-2024 |
| Vila Nova F. C.                  | Brasil                 | 2024      |
| Guarani F. C.                    | Brasil                 | 2025-     |